# 社会主义民主团结阵线
社会主义民主团结阵线（缩写为FDUS）是罗马尼亚人民共和国的一个统一战线组织。1968年11月19日，在罗马尼亚共产党（罗共）的倡导下，人民民主阵线改组为社会主义团结阵线。1980年1月，改名为社会主义民主团结阵线。1989年12月22日，罗马尼亚政权更替后，该组织不复存在。
该组织的成员包括罗共以及各类群众组织、社会团体、行业协会、合作社组织、共居民族劳动人民委员会、创作协会、科技、文艺和体育协会、宗教组织等。该组织的宗旨是：加强工人阶级、农民、知识分子和其他社会阶层在罗共领导下的广泛合作和团结，确保国内所有政治和社会力量积极参与罗共和国家政策的制定与执行，使人民群众通过该组织有组织地参与讨论国内外政策并参与改进经济和社会活动的组织与管理，确定大国民议会和人民委员会代表候选人并监督代表的工作。社会主义民主团结阵线的最高领导机构是代表大会，每5年召开一次。在大会休会期间，由大会选举产生的全国委员会负责领导工作，日常事务则由全国委员会选出的执行局处理。县、市、镇、乡各级设立相应的领导机构。该组织的主席一直由尼古拉·齐奥塞斯库担任，地方各级委员会的主席通常由当地的罗共党委第一书记兼任。该组织的中央机关报是《自由罗马尼亚报》。